# Вяйке-Рисна
Вяйке-Рисна (ест. Väike-Rõsna; також Вяйко-Рисна, Вяйке-Ресна, Рисна-Вяйке, Вяйкерисна, Ристна) — село в Естонії, входить до складу волості Вярска, повіту Пилвамаа.

## Промисловість
В селі виготовляють мінеральну воду «Вярска», що відома в Естонії.
| Естонія | Це незавершена стаття з географії Естонії. Ви можете допомогти проєкту, виправивши або дописавши її. |

1. ↑  http://metaweb.stat.ee/get_classificator_file.htm?id=4412334&siteLanguage=et
2. ↑  Land and Spatial Development Board — 1990.